# من یک مرد هستم (فیلم)
من یک مرد هستم (انگلیسی: I'm a Man) یک فیلم کوتاه آمریکایی به کارگردانی کینگ ویدور است که در سال ۱۹۱۸ منتشر شد. سبک این فیلم صامت، کمدی است.